# Rometta
Rometta é uma comuna italiana da região da Sicília, província de Messina, com cerca de 6.306 habitantes. Estende-se por uma área de 32 km², tendo uma densidade populacional de 197 hab/km². Faz fronteira com Messina, Monforte San Giorgio, Roccavaldina, Saponara, Spadafora.

## Demografia
| Variação demográfica do município entre 1861 e 2011                               |
|                                                                                   |
| Fonte: Istituto Nazionale di Statistica (ISTAT) - Elaboração gráfica da Wikipedia |

## Gallery

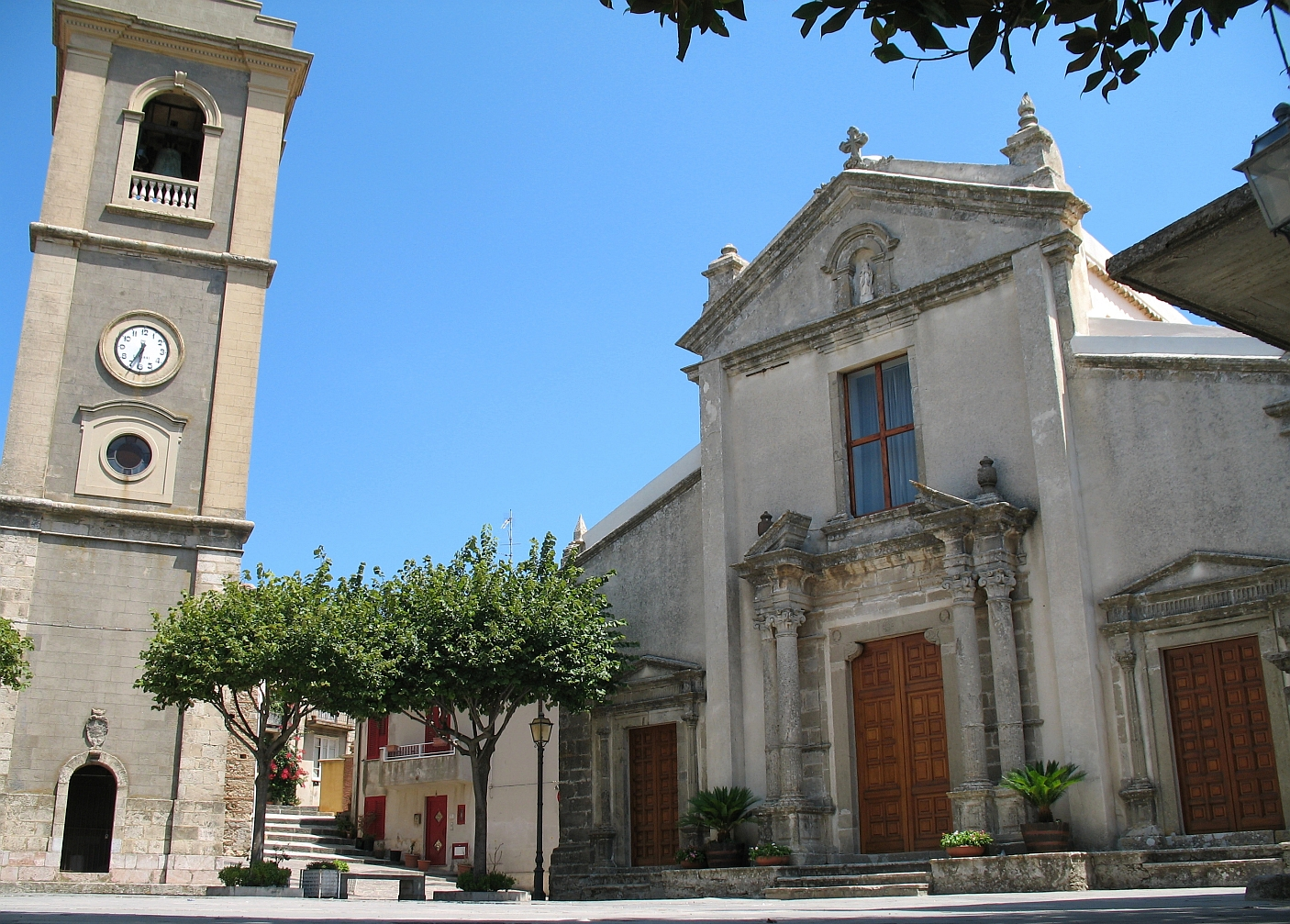
Chiesa Madre e campanile
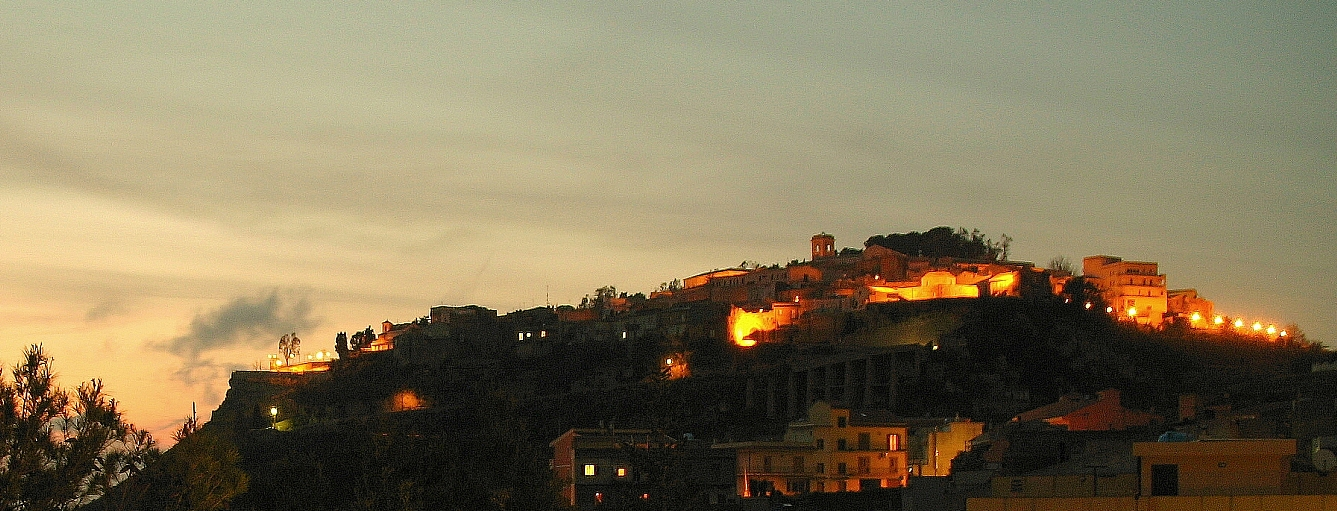
Rometta Tramonto
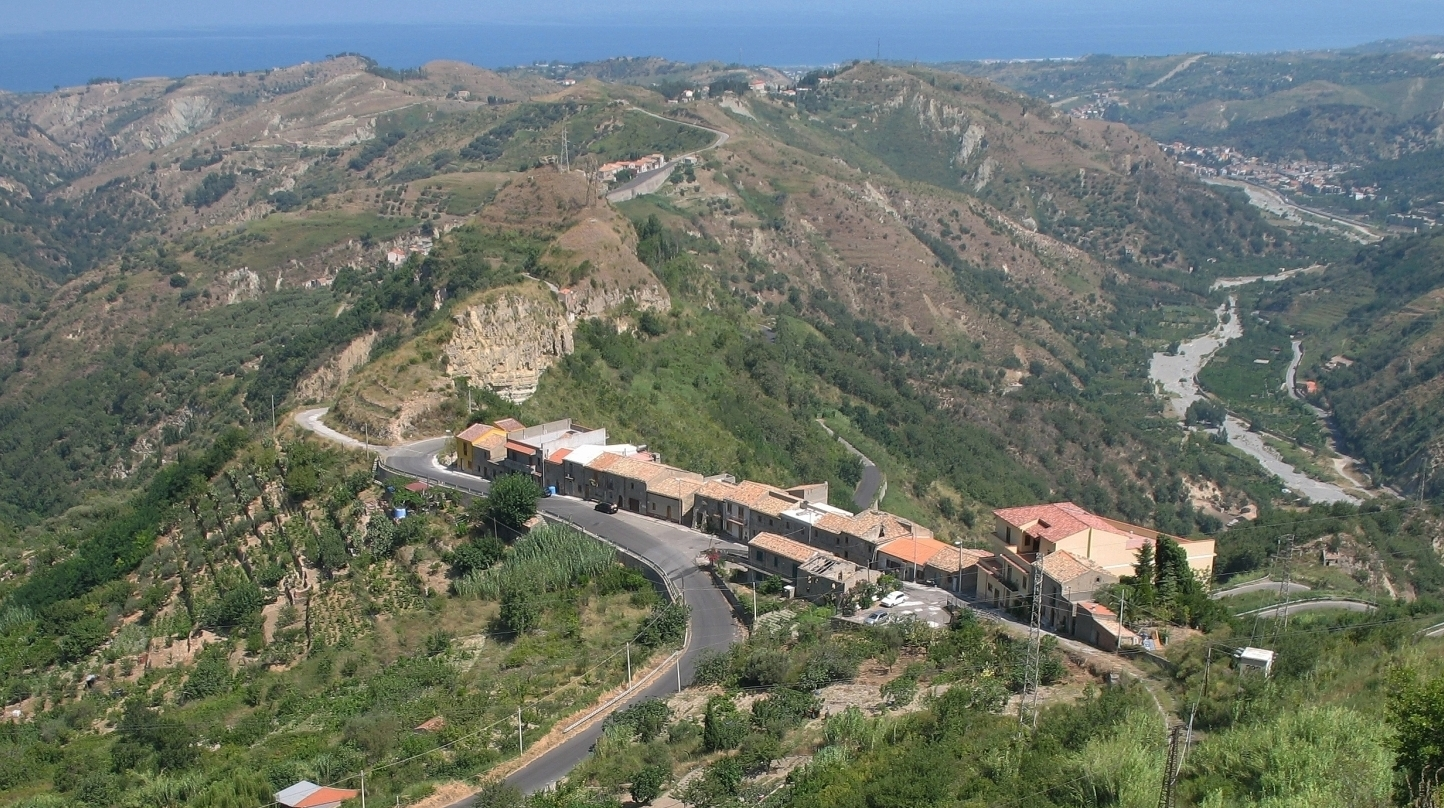
Under Castle (Sottocastello)
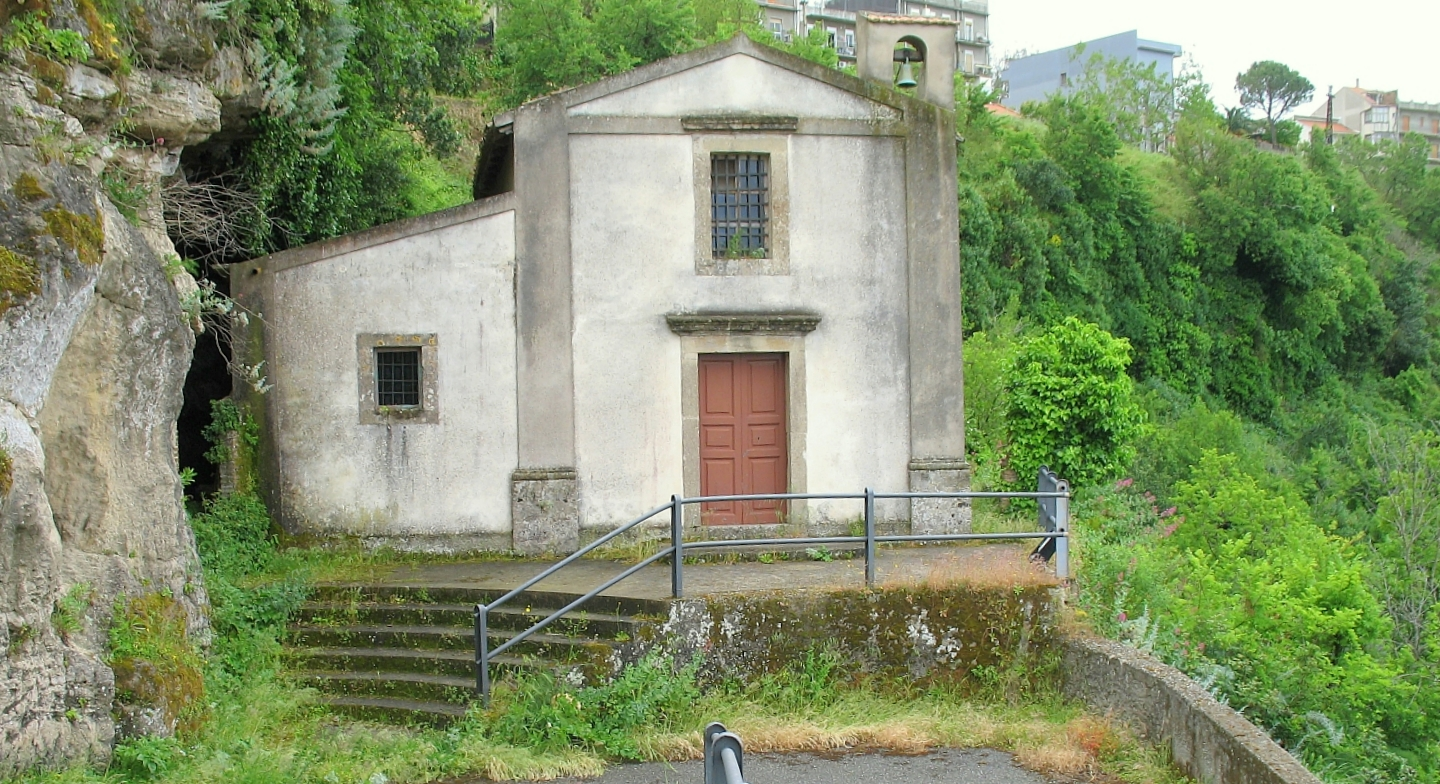
Chiesa Madonna Scala
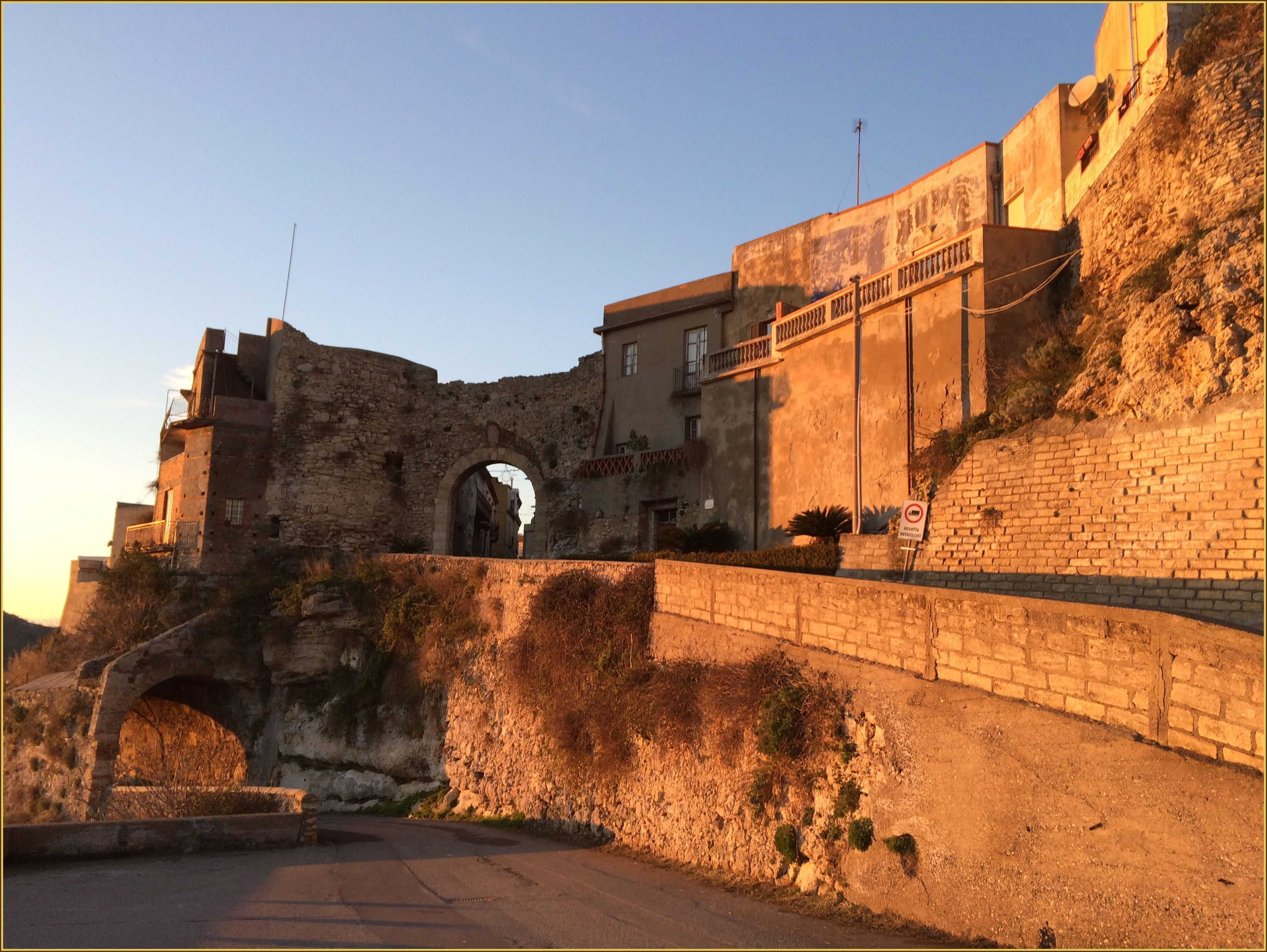
Porta Milazzo
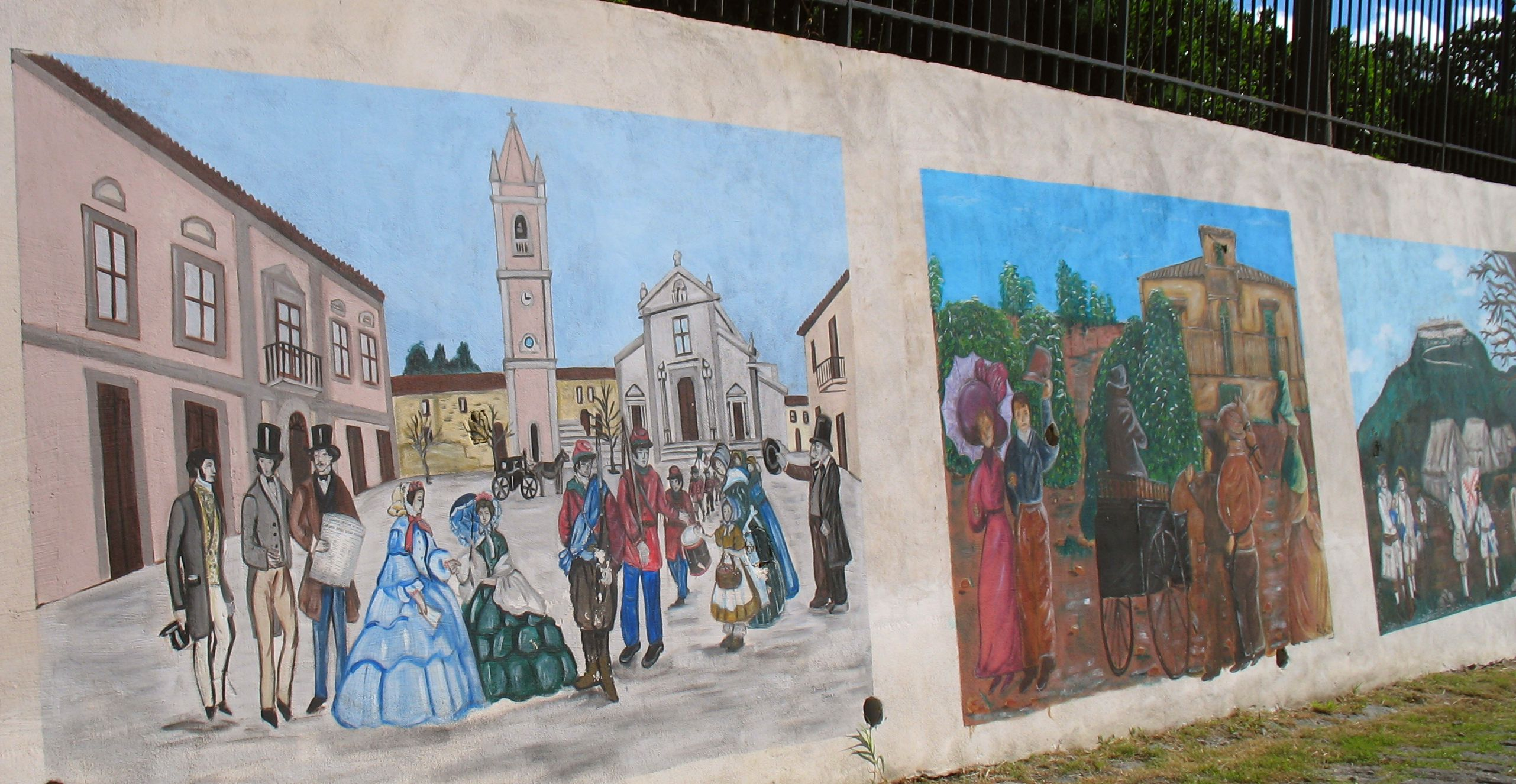
Murales
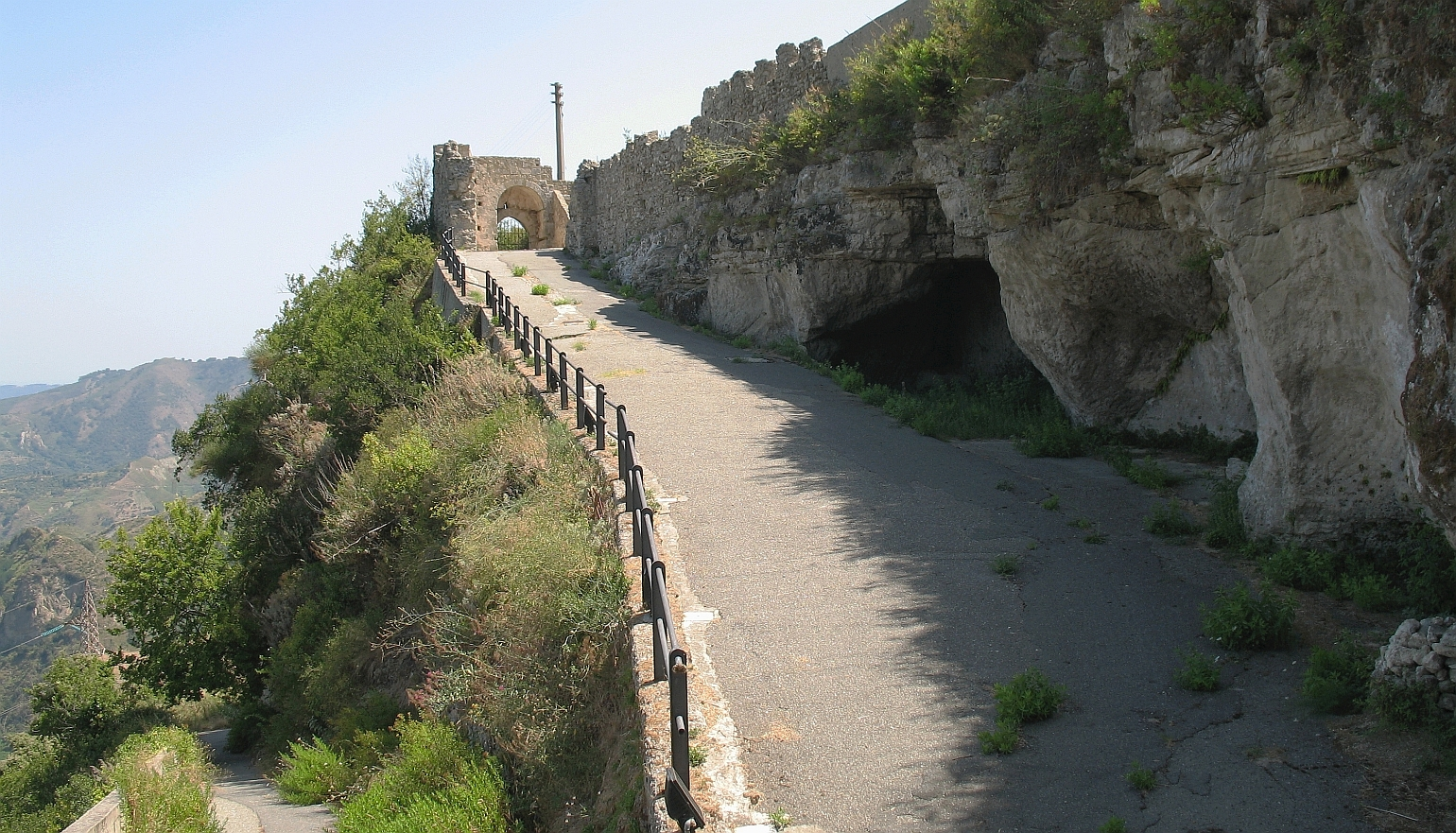
Porta Messina
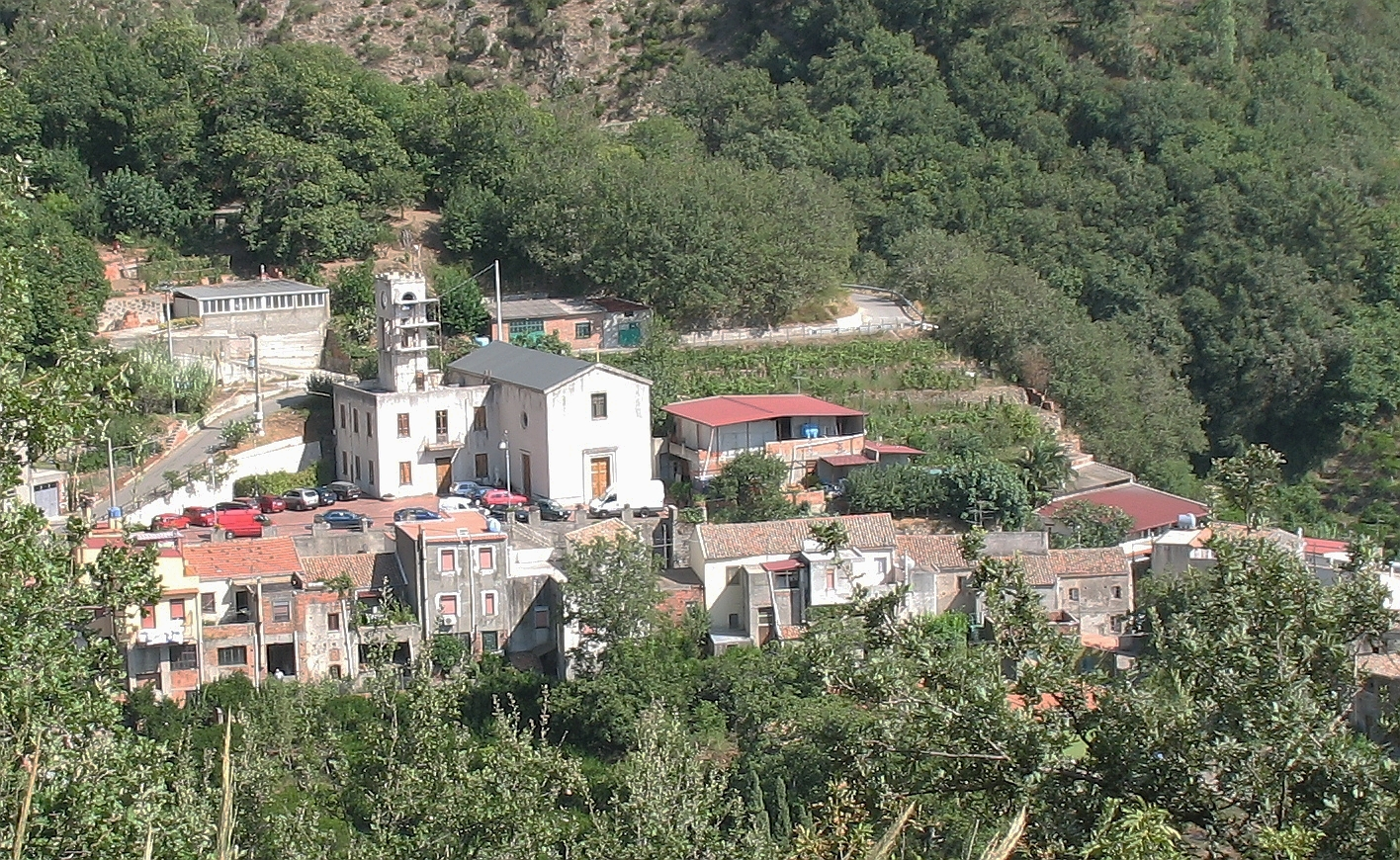
Gimello, al centro foto,la Chiesa